# Вигман, Сарина
Сарина Вигман-Глоцбах (нидерл. Sarina Wiegman-Glotzbach; род. 26 октября 1969, Гаага), в девичестве Сарина Петронелла Вигман (нидерл. Sarina Petronella Wiegman) — бывшая нидерландская футболистка, выступавшая на позиции центрального полузащитника и защитника, а также футбольный тренер. В настоящее время возглавляет женскую сборную Англии. Привела две разные сборные (Нидерландов и Англии) к их первым титулам чемпионов Европы. Вигман также является кандидатом на тренерский пост в мужской сборной Англии. 

## Достижения

### В качестве игрока

#### Клубные
КФК 71
- Обладательница Кубка Нидерландов[англ.]: 1986/1987

Итого: 1 трофей
Северная Каролина Тар Хилз
- Победительница Первого дивизиона НАСС[англ.]: 1989[англ.]

Итого: 1 трофей
Тер Леде
- Победительница Хофдклассе[англ.] (2): 2000/2001, 2002/2003
- Обладательница Кубка Нидерландов[англ.]: 2000/2001[нидерл.]

Итого: 3 трофея

### В качестве тренера
Тер Леде
- Победительница Хофдклассе[англ.]: 2006/2007
- Обладательница Кубка Нидерландов[англ.]: 2006/2007[нидерл.]

Итого: 2 трофея
АДО Ден Хааг
- Победительница Чемпионата Нидерландов[англ.]: 2011/2012[англ.]
- Обладательница Кубка Нидерландов[англ.] (2): 2011/2012[нидерл.], 2012/2013[нидерл.]

Итого: 3 трофея
Сборная Нидерландов
- Победитель чемпионата Европы: 2017
- Финалист чемпионата мира: 2019

Итого: 1 трофей
Сборная Англии
- Победитель Arnold Clark Cup[англ.]: 2022[англ.][8]
- Победитель чемпионата Европы: 2022, 2025

Итого: 3 трофея

### Личные
- Бондсриддер Королевского футбольного союза Нидерландов («Рыцарь ассоциации»)[4]: 2012
- The Best FIFA Women's Coach[англ.] (2): 2017[англ.][9], 2020[10]
- Кавалер Ордена Оранских-Нассау: 2017[11]
- Лучший женский тренер сборных по версии МФФИИС[англ.] (1): 2020[12]
- Командор ордена Британской империи: 2022[13]